# Quitéria Guirengane
Quitéria Anícia Fernandes Guirengane (3 de fevereiro de 1990) é uma ativista política e social moçambicana. Actualmente ocupa o cargo de secretária executiva do observatório das mulheres e presidente da rede das mulheres jovens líderes de moçambique.